# Аньоне
Аньоне (итал. Agnone) — коммуна в Италии, расположена в области Молизе, подчинена административному центру Изерния (провинция).
Население коммуны, на 01.01.2024 года, составляет 4602 человека, плотность населения ─ 47,92 чел./км². Коммуна занимает площадь 96,03 км². 
Почтовый индекс — 86081. Телефонный код — 0865.
Покровителем города почитается святой Кристанциан, празднование 13 мая.
В Аньоне располагается редкое производство — небольшой завод по отливу колоколов.